# Ontmoetingskerk (Valkenswaard)
De Ontmoetingskerk is een protestants kerkgebouw in het Nederlandse Valkenswaard, gelegen aan Julianastraat 12.

## Geschiedenis
De Ontmoetingskerk werd in 1962 gebouwd als gereformeerde kerk en verving de Rehobothkerk. De hervormden, die vanaf 1966 de Rehobothkerk in gebruik hadden, kwamen eind jaren '80 ook in de Ontmoetingskerk kerken. Via het Samen op Weg-procesontwikkelde dit gebouw zich uiteindelijk tot de PKN-kerk van Valkenswaard en omgeving.

## Gebouw
Het gebouw werd ontworpen door architectenbureau Bom & Ingwersen. Het is een modern gebouw maar met een zijwand van natuurstenen keien. De kerkzaal heeft een rechthoekige plattegrond met een schuin dak. Een laag bijgebouw is door een gang verbonden met de kerkzaal, en daar is ook de ingang, waarnaast zich een rechthoekige bakstenen klokkentoren bevindt.
Merkwaardig is een wand die geheel uit basaltblokken is opgebouwd.
Het orgel is van 1965, het werd gebouwd door de firma Ernst Leeflang voor de gereformeerde Petrakerk te Leiden, om in 1992 naar Valkenswaard te worden overgebracht.